# Iblai-hegység
Az Iblai-hegység (olaszul: Monti Iblei) hegylánc Olaszországban, Szicília szigetén. A hegység alkotja Szicília délkeleti része hegyes domborzatú területének a fő részét. Érinti Ragusa, Siracusa és Catania megyéket. Legmagasabb pontja a Monte Lauro nevű 986 m magas hegycsúcs.

## Geológiája
A hegység többnyire mészkősziklákból áll össze, melyek jellemzők a karszt vidékeire. A hegység neve Hyblon szikulusz király nevéből ered, aki adott egy részt területéből görög telepeseknek, hogy építsék meg Megara Hyblaea városát. A folyók eróziós hatást gyakoroltak a fennsíkra, ezzel számos, igen mély kanyont alkotva. A part menti területen továbbá jelen van a homokkő is, melyet a helyiek giuggiulenának neveztek el. Néhány területen, mint például a Monte Lauro – mely egy mára már elsüllyedt vulkáni komplexum része volt –, egyes vulkáni kőzetek is megtalálhatók.

## Leírása
Az Iblai-hegységet főként lankás területek jellemzik, melyeket néha megszakít egy-egy éles kanyon. A központi területen számos erdő található, melyek párosulnak a Szicília délkeleti részén tipikus száraz kőfalakkal párosulnak. A legjobban benépesített part a mediterrán növényzet jegyeit mutatja, a fennsíkok és a fejlett olajfa-, szőlő-, citrus-, és mandulaültetvények is váltakoznak a környéken. Egyes helyeken gabona-, és kukoricaföldek is találhatóak.

## Nevezetességei
A hegylánc környékének legfőbb nevezetességei Ragusa, Modica és Palazzolo Acreide barokk stílusban épült tornyai, valamint Pantalica nekropolisza és Cava Ispica.

## Főbb csúcsai
Az Iblai-hegység legmagasabb csúcsai a következők:
- Monte Lauro (986 m)
- Monte Casale (910 m)
- Monte Arcibessi (907 m)
- Serra Brugio (870 m)

A kisebbek:
- Monte Raci (610 m)
- Monte Racello (530 m)
- Monti Climiti (410 m)

## Folyók
A hegylánc területét több folyó övezi, melyek mindegyike a Földközi-tengerbe vagy a Jón-tengerbe ömlik.

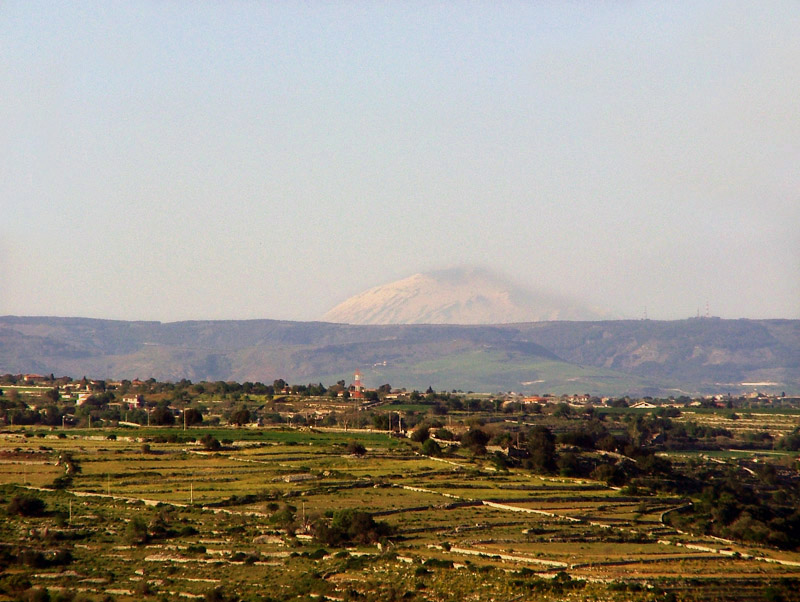
Az Iblai-hegység panorámaképe

| Folyó     | Hosszúság | Megye             |
| --------- | --------- | ----------------- |
| Anapo     | 59 km     | Siracusa          |
| Irminio   | 55 km     | Ragusa            |
| Dirillo   | 54 km     | Ragusa / Catania  |
| Helorus   | 45 km     | Ragusa / Siracusa |
| Cassibile | 30 km     | Siracusa          |

| Folyó             | Hosszúság | Megye             |
| ----------------- | --------- | ----------------- |
| Ippari            | 28 km     | Ragusa            |
| Asinaro           | 22 km     | Siracusa          |
| Modica (patak)    | 22 km     | Ragusa            |
| Tellesimo (patak) | 14 km     | Ragusa / Siracusa |
| Ciane             | 08 km     | Siracusa          |

## Fordítás
- Ez a szócikk részben vagy egészben  a   Hyblaean Mountains című angol Wikipédia-szócikk fordításán alapul.  Az eredeti cikk szerkesztőit annak laptörténete sorolja fel. Ez a jelzés csupán a megfogalmazás eredetét és a szerzői jogokat jelzi, nem szolgál a cikkben szereplő információk forrásmegjelöléseként.